# Schmiedewerke Gröditz
Die Schmiedewerke Gröditz GmbH (SWG) ist ein im Jahr 1779 gegründetes Schmiedewerk mit angegliedertem Elektrostahlwerk im sächsischen Gröditz. Die Schmiedewerke Gröditz GmbH stellt Freiformschmiedestücke und Ringwalzerzeugnisse her, den Stahl liefert das eigene Elektrostahlwerk. Das Unternehmen gehört zur GMH Gruppe.

## Technik
Im Elektrostahlwerk werden Rohblöcke erzeugt, die im 50 t-Lichtbogenofen erschmolzen, über einen Pfannenofen und eine VD/VOD-Anlage (Vacuum oxygen decarburisation) sekundärmetallurgisch behandelt und im Unterguss vergossen werden (max. Blockgewicht 75 t, technische Kapazität: ca. 125.000 Tonnen/Jahr). Weiterhin können Blöcke in einer ESU-Anlage (Doppelanlage mit Blockabzugs- und Elektrodenwechseltechnik; Blockgewichte zwischen 3,8 t und 84 t) veredelt werden. In der Schmiede entstehen daraus neben Stabstahl auch Formschmiedestücke (Scheiben, Ringe, Hohlkörper, abgesetzte Schmiedestücke). Dazu werden zwei Freiformschmiedepressen (27 MN und 60 MN mit Manipulatoren und integrierter Steuerung) sowie verschiedene Schmiedeöfen genutzt. Das Ringwalzwerk (HM-Sägen, Bandsägen, Drehherdofen, Nachwärmofen, 30 MN-Loch- und Stauchpresse, 6,3 MN-Aufweitpresse, 2 Radial-Axial-Walzmaschinen) produziert Ringe, Radreifen und Flansche. Zur Wärmebehandlung stehen im Unternehmen verschiedene Anlagen zur Verfügung (Herdwagen-, Kammer- und Haubenöfen; Öl-, Polymer- und Wasservergütebecken) – sowohl in horizontaler und vertikaler Anordnung. Für die mechanische Vor- und Fertigbearbeitung sind verschiedene Spitzen- und Karusselldrehmaschinen, Bohr- und Fräswerken sowie Sägen vorhanden. Die Einhaltung von Qualitätsanforderungen wird über verschiedene Werkstoffprüfverfahren und durch zerstörungsfreie Verfahren auf automatisierten Anlagen sichergestellt.

## Geschichte

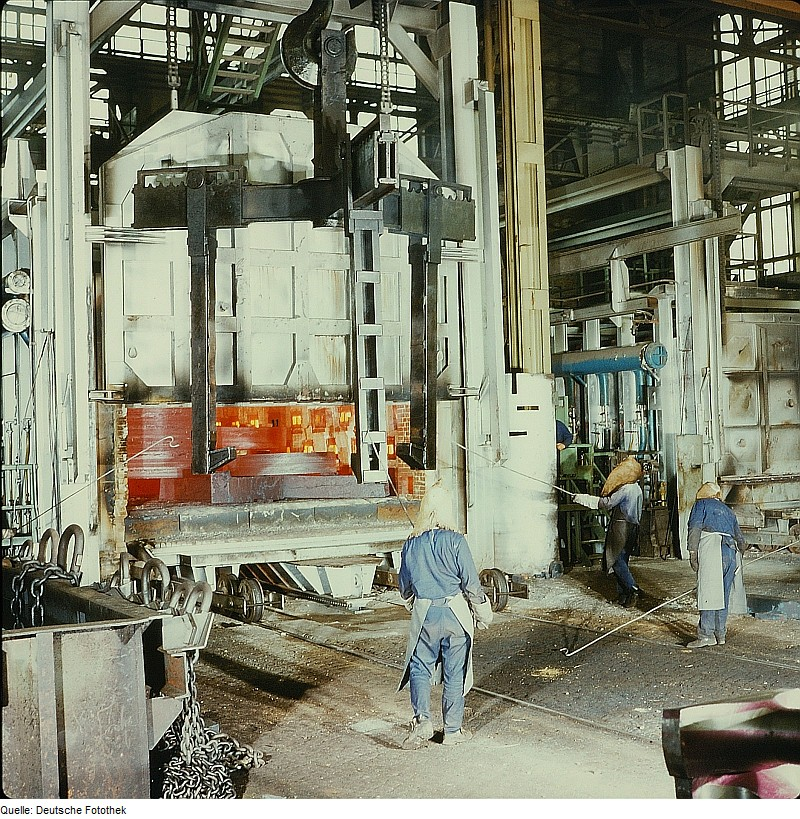
VEB Stahl- und Walzwerk Gröditz, 1980

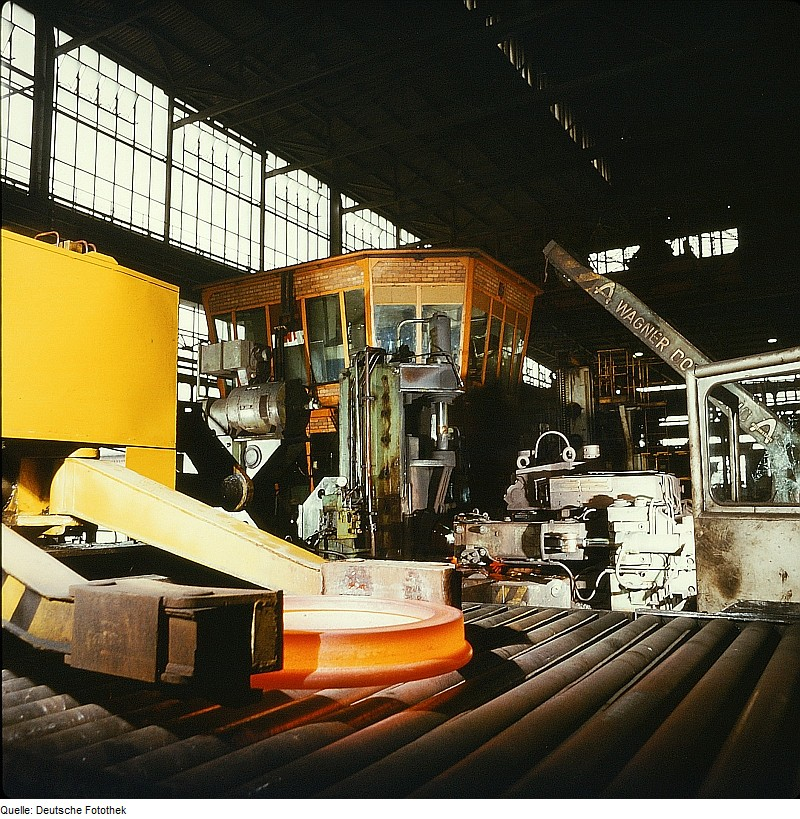
Ringwalzwerk Gröditz, 1980

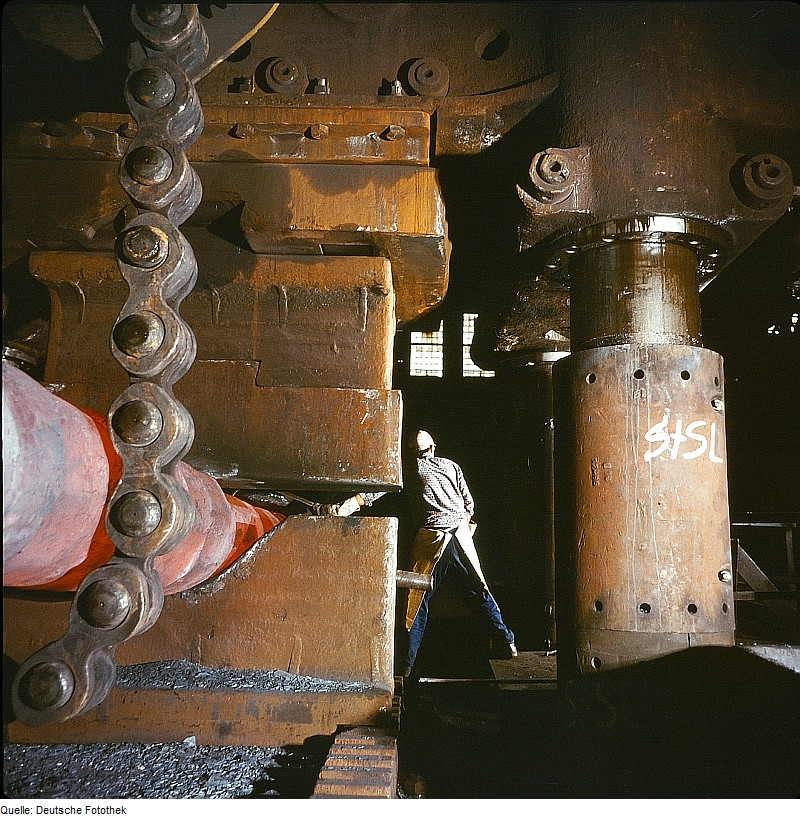
6000-Tonnen Presse Schmiede Gröditz, 1980

Im Jahr 1779 wurde die Gröditzer Eisenhütte durch Graf Detlev Carl von Einsiedel gegründet, 1825 erfolgte die Grundsteinlegung zum Bau eines Hochofens in Gröditz. Zwei Jahre später, 1827, war das Unternehmen bereits der führende Hersteller von Röhren für Wasser und Gasleitungen. 1915 wurde mit dem Bau eines Siemens-Martin-Werkes begonnen, um hochwertigen Stahl zur Produktion von Radreifen, Achsen und kompletten Radsätzen zu schmelzen. Kurz nach dem Ende des Ersten Weltkrieges verfügte das Unternehmen daher über ein Siemens-Martin-Stahlwerk, Gießereien und ein Bandagenwalzwerk sowie eine Schmiede für Stückgewichte bis zu 20 Tonnen. Bis zum Ende des Zweiten Weltkrieges gehörte der Betrieb zu den Mitteldeutschen Stahlwerken von Friedrich Flick. Nach den Kriegswirren des Zweiten Weltkrieges und der Demontage wichtiger Produktionsanlagen endete 1954 die Phase des Wiederaufbaus mit der Inbetriebnahme einer 60-MN-Schmiedepresse. Bereits zwei Jahre zuvor war der Schmelzbetrieb am ersten Elektroofen des Stahlwerkes angelaufen. In den folgenden Jahren wurde das Unternehmen ständig erweitert und modernisiert. 1974 löste z. B. ein modernes Ringwalzwerk das Bandagenwalzwerk ab. Nach der Neugründung 1990 durch die Treuhandanstalt unter dem Namen Gröditzer Stahlwerke GmbH erfolgte eine Konsolidierungsphase. Ein umfangreiches Investitionsprogramm in allen Produktionsbereichen legte danach die Basis, um kundenspezifische Forderungen nach Produkten mit höchster Qualität zu erfüllen und führte das Unternehmen in den folgenden Jahren an neue Märkte heran. 1996 wurde in Burg ein Werkzeugstahl-Servicecenter in der Walzwerk Burg GmbH zur Verarbeitung von Schmiedebrammen der Gröditzer Stahlwerke GmbH eröffnet, welches im Jahr 2005 als eigenständige Gesellschaft (Gröditzer Werkzeugstahl Burg GmbH) ausgegliedert wurde. Im Jahr 1997 wurde das Unternehmen schließlich durch die Georgsmarienhütte Holding GmbH übernommen, zwei Jahre später wurden die operativen Bereiche Edelstahl Gröditz und Stahlwerk Gröditz gegründet, die im September 2002 in der Privatisierung der Schmiedewerke Gröditz GmbH und der Elektrostahlwerke Gröditz GmbH mündeten. Im August 2004 firmierte die Stahlgießerei unter dem Namen Stahlguss Gröditz GmbH und gehört seit Januar 2006 zum Geschäftsbereich Guss der Georgsmarienhütte Holding GmbH. Am 5. März 2015 wurde in der Formerei der Gießerei die letzte Formgusscharge vergossen und der Betrieb wurde im Verlauf des Jahres 2015 mit der Auslieferung der letzten Kundengussteile geschlossen. Im Mai 2006 erwarb das Unternehmen die Edelstahl GmbH J.P. Schumacher, die seit Januar 2008 für den Vertrieb der Erzeugnisse unter dem Namen Gröditzer Vertriebsgesellschaft mbH in Willich zuständig ist.